# 尿素カルボキシラーゼ
尿素カルボキシラーゼ(Urea carboxylase、EC 6.3.4.6)は、以下の化学反応を触媒する酵素である。
ATP + 尿素 + HCO3- {\displaystyle \rightleftharpoons } ADP + リン酸 + 尿素-1-カルボン酸
従って、この酵素の基質は、ATPと尿素とHCO3-の3つ、生成物はADPとリン酸と尿素-1-カルボン酸の3つである。
この酵素はリガーゼ、特に炭素-窒素結合を形成するものに分類される。系統名は、尿素:炭素-二酸素 リガーゼ (ADP形成) (urea:carbon-dioxide ligase (ADP-forming))である。他に、urease (ATP-hydrolysing)、urea carboxylase (hydrolysing)、ATP-urea amidolyase、urea amidolyase、UALase、UCA等とも呼ばれる。この酵素は、尿素回路及びアミノ基の代謝に関与している。補酵素としてビオチンを必要とする。